# ジェニー紡績機

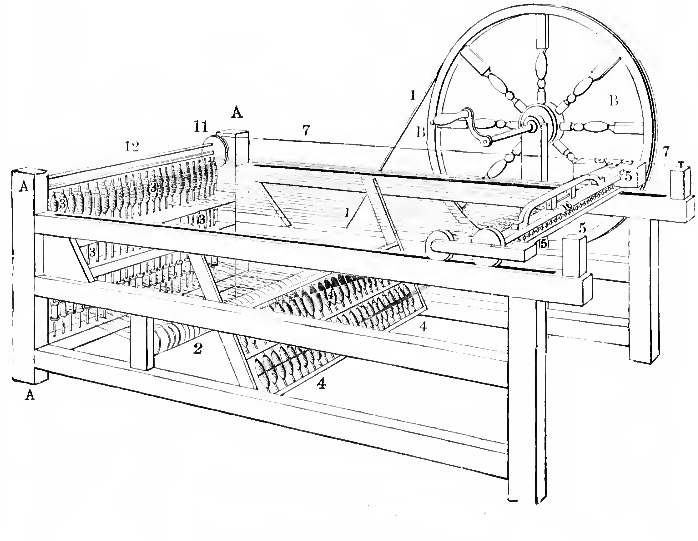
織物工場で使われていた改良型ジェニー紡績機

ドイツの博物館にあるジェニー紡績機

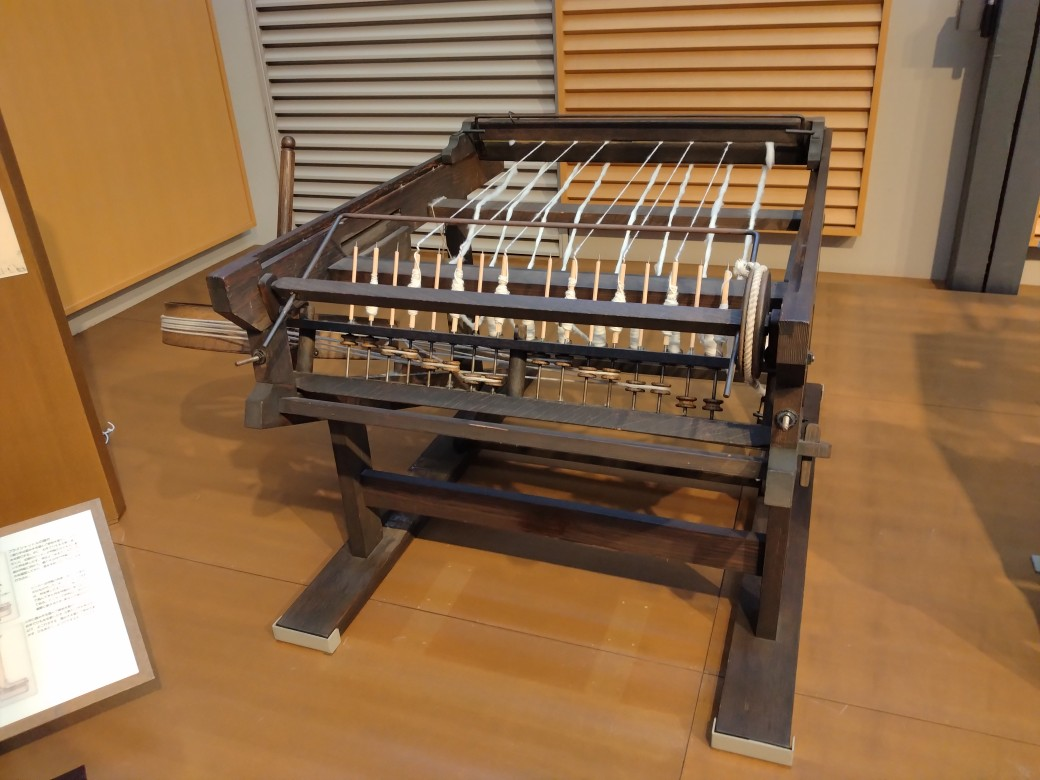
トヨタ産業技術記念館にあるジェニー紡績機（複製）

ジェニー紡績機（ジェニーぼうせきき、spinning jenny）は、複数のスプールがある糸車。1764年ごろ、イングランド北西部ランカシャーのブラックバーン近郊のスタンヒルで、ジェームズ・ハーグリーブスが発明した。1人の職人が一度に8個以上のスプールを扱えるため、糸を作るのにかかる時間を劇的に短縮した。

## 仕組み
そのアイデアは、一方の端に木製紡錘を8個、金属フレームで固定したものから考案された。その金属フレームの梁に8個の練紡を取り付ける。練紡から糸を引き出して2本の水平な木の棒にかける。それらの棒は金属フレームの上辺に沿って動かすことができ、それによって糸を引き出すことができる。紡績工が右手で車輪を回すと全ての紡錘が回転し、糸に撚りがかかる。木の棒を戻すと、糸が紡錘に巻きつく。糸を押さえるワイヤー (faller) によって紡錘の適切な位置に糸が巻きつくようになっている。

## その後
ハーグリーブスはしばらくの間その機械を秘密にし、密かに機械を使って糸を生産していた。糸の相場は下落し、ブラックバーンの製糸業者の怒りをかった。ついに彼らはハーグリーブスの家に押し入り、その機械を破壊し、1768年に彼はノッティンガムに逃れた。そこでジェームズという名の指物師の助けを借り、シプリーのために密かにジェニー紡績機製造会社を設立した。
ハーグリーブスは1770年7月、ジェニー紡績機の特許を取得した。そのころには既にランカシャーの製糸業者の多くはジェニー紡績機をコピーした機械を使っていたため、ハーグリーブスは彼らに法的措置をとると警告した。業者らは相談の上ハーグリーブスに3000ポンドを支払うことにした。ハーグリーブスは7000ポンドを要求し、最終的に4000ポンドで合意した。しかし、ハーグリーブスが既に何台かを販売していたことが判明し、4000ポンドの支払いもなくなってしまった。
ハーグリーブスは1778年4月22日に亡くなった。
ジェニー紡績機は一度に複数の糸を縒ることができ、糸の生産性を大幅に向上させ、大成功を収めた。ただしその成功は、飛び杼（とびひ）によって織物生産が増大していたという背景があってのことである。
ジェニー紡績機はミュール紡績機に取って代わられたが、始紡機としては使われ続け、Slubbing Billy の基盤となった。

## 名称の由来と伝説
ジェニー紡績機の発明に関して言及している文章の多くでは、「ジェニー」と名付けられた由来について、Jennyという名のハーグリーブスの娘（または妻）が糸車を倒してしまったとしている。そのために紡錘が上を向いてしまったが、糸車は問題なく機能した。ハーグリーブスは紡錘が水平になっていたのが特に理由があってのことではないと知り、縦にして複数並べることを思いついたという。
実際には、地元の教会の記録によればハーグリーブスには何人か娘がいたが、Jennyという名の娘はいなかった（妻の名も違う）。もっとそれらしい名称の由来としては、"engine" が訛って "jenny" になったという説がある。
なお、ジェニー紡績機は Thomas Highs が発明したという説もあるが、こちらも名称の由来は妻の名とされている。